# Галимуллин, Фоат Галимуллинович
Фоат Галимуллинович Галимуллин (тат. Фоат Галимулла улы Галимуллин; род. 5 марта 1941, Арпаяз, Кукморский район, Татарская АССР, РСФСР, СССР) — советский и российский литературовед. Доктор филологических наук (1999), профессор (2000). Заслуженный работник культуры Российской Федерации (2006), заслуженный деятель науки Республики Татарстан (1995).
Из деревенской семьи, отец погиб на фронте, воспитывался матерью. Не сумев продолжить обучение, трудился трактористом, заведующим клубом, комсомольским инструктором, концертировал как певец. После службы в армии окончил Заочный народный университет искусств (1965) и Татарское республиканское культурно-просветительское училище (1968), также заочно получил диплом об окончании средней школы, работал диктором на радио. В 1974 году окончил отделение татарского языка и литературы историко-филологического факультета Казанского государственного педагогического института (в дальнейшем — Татарский государственный гуманитарно-педагогический университет), где затем был заместителем декана историко-филологического факультета (1977—1986), деканом историко-филологического факультета (1986—1991), заведующим кафедрой татарской литературы (1995—2000, 2004—2011), затем перешёл в Казанский (Приволжский) федеральный университет. Член Союза писателей СССР с 1990 года, председатель Союза писателей Республики Татарстан (1999—2005), депутат Государственного Совета Республики Татарстан (1999—2009). В научной работе специализируется на литературоведении, литературной критике, является автором исследований творчества ряда представителей татарской литературы, таких как Г. Тукай, Г. Исхаки, Г. Ибрагимов, Ш. Усманов, Х. Туфан, Г. Ахунов, А. Гилязов. Значительное признание получил своими трудами по переосмыслению литературного процесса 1920—1930-х годов, переоткрытию наследия репрессированных писателей. Написал ряд автобиографических произведений, известен также своей методической работой как автор учебников и научных пособий.

## Биография
Фоат Галимуллинович Галимуллин родился 5 марта (21 марта — по документам) 1941 года в деревне Арпаяз Кукморского района Татарской АССР. Из семьи колхозников. По национальности — татарин. Отец Галимулла был деревенским кузнецом, после начала Великой Отечественной войны в 1941 году ушёл на фронт, служил в 14-й отдельной армии, погиб в бою под Москвой. Мать Нурхаят в одиночку вырастила и воспитала троих детей. Имел двух братьев — Малика и Хакимуллу. Вырос в голодные послевоенные годы, с юных лет помогал матери по хозяйству.
У деревенских стариков учился мусульманским молитвам и арабской письменности, перечитал все книги из местной библиотеки. В 1952 году окончил начальную школу в родной деревне, а в 1955 году — семилетку в селе Псяк. С детства писал стихи, которые публиковались в районной газете «Большевик», в журнале «Яшь ленинчы». Также увлекался пением, участвовал в школьных музыкальных представлениях. Обладает приятным баритоном. В частности, в возрасте 15 лет сыграл роль Халила в спектакле деревенского клуба по пьесе «Галиябану» М. Файзи, с которым объездил несколько окрестных сёл.
Не сумев поступить в среднюю школу в Кукморе из-за отсутствия средств на обучение, вернулся обратно в Арпаяз. Следующие два года работал помощником тракториста «ДТ-54» в колхозе «Асанбаш» Кукморского района. Одновременно активно занимался концертной деятельностью, в частности, в 1957 году принял участие в первом республиканском фестивале молодёжи Татарстана. В дальнейшем занимался культурно-просветительской работой, в 1957—1960 годах был заведующим Арпаязовским деревенским клубом, а в 1960—1962 годах — руководителем татарского театра Кукморского районного дома культуры. Затем был переведён в аппарат Кукморского районного комитета ВЛКСМ, где трудился инструктором.
В 1962—1965 годах — в Советской армии на территории Липецкой области. Служил в авиации, достиг звания младшего сержанта. Освоив профессии радиомеханика и радиотелеграфиста, был начальником радиостанции, являлся секретарём комсомольской организации воинской части на освобождённой основе, активно участвовал в армейских концертах. Одновременно занялся литературной критикой, был редактором журнала «Совет әдәбияты», куда посылал свои рецензии на прочитанные произведения. В 1964—1965 годах учился в Заочном народном университете искусств при Центральном доме народного творчества имени Н. К. Крупской, где закончил кафедру основ режиссуры. В период службы в армии также в 1965 году заочно окончил филиал воронежской средней школы № 1 в городе Грязи и прошёл полный годичный курс партийной школы.
Демобилизовавшись и вернувшись на родину, с 1965 года работал инструктором Кукморского райкома КПСС, а также одновременно руководил районным домом культуры. Некоторое время также был директором Вятско-Полянского кинопроката районной дирекции киносети и режиссёром народного театра Агрыза. В 1967 году переехал в Казань и по результатам конкурса принят на работу диктором Комитета по телевидению и радиовещанию Совета министров ТАССР. Одновременно получил профессиональное художественное образование, окончив в 1968 году театральное отделение Татарского республиканского культурно-просветительского училища в Елабуге. В 1969 году окончил трёхмесячные курсы по совершенствованию речи в Москве, где занимался у Ю. Б. Левитана, О. С. Высоцкой, Л. М. Кайгородовой, В. С. Соловьёвой. Во время ежедневной работы на татарском радио завоевал любовь многих слушателей своим мастерством чтения не только официальных сообщений и материалов, но и литературных произведений, посредством которых популяризировал татарский язык, сохранял традиции грамотной и красивой речи. В дальнейшем, с 1975 года вёл на республиканском радио передачу «Тел күрке — сүз» («Уроки родного языка»), также выступал с обзорами новых литературных произведений в ряде других программ.
Одновременно, в 1968 году поступил на отделение татарского языка и литературы историко-филологического факультета Казанского государственного педагогического института, который окончил в 1974 году со специальностью учителя татарского языка и литературы. После получения образования в том же году поступил на работу в университет в качестве ассистента, а в 1977 году стал преподавателем на кафедре татарской литературы. В 1980 году закончил аспирантуру в Башкирском государственном университете, защитив под научным руководством профессора М. Ф. Гайнуллина диссертацию на тему «Характеры людей индустриального труда в современной татарской прозе» с присвоением учёной степени кандидата филологических наук. В 1984 году получил учёное звание доцента. В дальнейшем являлся заместителем декана историко-филологического факультета (1977—1986), деканом историко-филологического факультета (1986—1991), заведующим кафедрой татарской литературы (1995—2000). В 1999 году в Казанском государственном университете защитил диссертацию «Соотношение эстетического и социологического в татарской литературе 1920—30[-х] годов» с присвоением учёной степени доктора филологических наук. В 2000 году получил учёную степень профессора.
В 1990 году принят в члены Союза писателей СССР, в 1994 году стал членом правления Союза писателей Республики Татарстан. В 1999 году на ХIII съезде татарских писателей избран председателем Союза писателей РТ, сменив Р. Мухамадиева. Проявил себя умелым управленцем, достойным продолжателем своих предшественников на этом посту, сумев сохранить писательскую организацию и проведя её через трудные годы без какого-либо ущерба с точки зрения общественно-политической репутации. В 2002 году на ХIV съезде татарских писателей переизбран председателем СП РТ большинством голосов. В 2004 году на XII съезде Союза писателей России избран секретарём правления СП РФ (до 2009 года). В 2005 году на новом съезде татарских писателей Галимуллина в должности председателя СП РТ сменил И. Ибрагимов.
В 1999 году избран депутатом Государственного Совета Республики Татарстан II созыва по Большекукморскому территориальному избирательному округу № 121. В 2004 году переизбран в ГС РТ III созыва по республиканскому избирательному округу от партии «Единая Россия», где пробыл до 2009 года, будучи членом комитета парламентского контроля, комитета по культуре, науке, образованию и национальным вопросам, комиссии по контролю за реализацией национального проекта «Образование», комиссии по установлению идентичности текстов законов Республики Татарстан на татарском и русском языках. Также являлся председателем Кукморского землячества (1982—2007), депутатом совета Бауманского района (1990—1996), членом редакционной коллегии журналов «Казан утлары» и «Мәйдан» (2000—2005), членом комиссии по присуждению Государственной премии Республики Татарстан имени Г. Тукая (2000—2005).
В 2004 году снова занял пост заведующего кафедрой татарской литературы Татарского государственного гуманитарно-педагогического университета, который занимал до 2011 года. На протяжении ряда лет был членом университетской экзаменационной комиссии, состоял её председателем. Ныне является основным работником кафедры татарской литературы Высшей школы национальной культуры и образования имени Г. Тукая при Институте филологии и межкультурной коммуникации Казанского (Приволжского) федерального университета. Действительный член Международной Тюркской академии (2005). Удостоен почётных званий заслуженного деятеля науки Республики Татарстан (1995) и заслуженного работника культуры Российской Федерации (2006). Является лауреатом литературных премий имени Дж. Валиди (2005), М. Гафури (2010), Ф. Карима (2019). В 2021 году отметил 80-летний юбилей.

## Научная работа
Галимуллин является автором ряда монографий, более девятисот научных работ, статей, методических и теоретических публикаций, учебников, хрестоматий и учебных пособий по татарской литературе. Его научные интересы довольно разнообразны и масштабны, как литературный критик Галимуллин обладает широким кругозором, увлечённым и страстным подходом к делу. Он интересуется как прошлым татарской прозы, так и современными тенденциями её развития, затрагивает также проблемы поэзии и драматургии. Галимуллин умело работает во всех жанрах критики, в частности, его статьи-наблюдения отличаются увлекательностью художественных произведений вкупе с серьёзным анализом литературно-культурной среды, тогда как критико-биографические очерки характеризуются мастерским выявлением личностного своеобразия и творческой индивидуальности писателя в тесной связи с проблемами бытия. В своей научно-педагогической работе Галимуллин специализируется на выявлении закономерностей развития татарской литературы XX века, соотношении эстетического и социологического в анализе татарской литературы 1920—1930-х годов, методике преподавания татарской литературы в учреждениях среднего и высшего образования, теории и практики выразительного чтения в школе. В частности, учебники для 6, 9, 10-го классов русских и 8, 10, 11-го классов татарских школ, подготовленные при участии и под научным руководством Галимуллина, выдержали несколько переизданий благодаря значительным знаниям автора как учёного-методиста. Он внёс огромный вклад в преподавание татарской литературы, однако научно-педагогическое наследие учёного остаётся малоизученным. Галимуллин также является автором ряда автобиографических произведений, издавались и биобиблиографические сборники.
Начало научной деятельности Галимуллина совпало с некоторым ослаблением социалистических идеалов, на смену которым ещё не пришло ничего нового, при этом его первые работы вполне соответствуют духу времени, раскрывают тему труда рабочего человека. В 1970-х годах Галимуллин занялся исследованием процесса развития татарской прозы второй половины XX века, результатом чего стала кандидатская
диссертация под названием «Характеры людей индустриального труда в современной татарской прозе» (1980). Изучив проблему формирования нравственного облика и характера советского трудового героя, проанализировав одним из первых многочисленные повести и романы таких писателей, как А. Абсалямов, А. Гилязов, Ф. Хусни, А. Расих, Г. Ахунов, А. Баян, Э. Касимов, Ш. Бикчурин, Х. Сарьян, он аргументированно доказал, что татарская проза советского времени не только продолжила традиции начала XX века, но и поднялась на качественно новый уровень. Согласно выводам Галимуллина, это оказалось связано с тем, что татарские литераторы обратились к вопросам национальной идентичности, стали создавать героев, воплотивших в себе лучшие национальные черты татарского народа. Достижение нового художественного уровня же объясняется стремлением к широкому раскрытию народной жизни во взаимосвязи прошлого и настоящего, сохранением и развитием нравственных ценностей, углублением психологизма в отображении внутреннего мира, чувств, переживаний героев. Ряд трудов Галимуллина, фокусирующихся на анализе творчества ведущих прозаиков татарской литературы советского периода, характеризуются как полноценные научные очерки, получившие признание широкой общественности.
В последующие годы Галимуллин заинтересовался особенностями развития и роста татарской литературы в начале XX века, исследованиями её количественного и качественного обогащения, раскрытия новых граней реализма и романтизма, модернистских поисков, закладки новых традиций. Его обстоятельные научные статьи, посвящённые творчеству Г. Тукая, Г. Исхаки, Ф. Амирхана, Г. Ибрагимова, Дж. Валиди, Ф. Бурнаша, представляют значительный научный интерес. На волне общественно-политических изменений 1990-х годов Галимуллин сосредоточился на пересмотре прежней истории татарской литературы, на формировании новых выводов и истинных оценок творчества писателей прошлого, не будучи уже отягощённым идеологическим давлением. Наибольшим новаторством характеризуются его труды, сосредоточенные на изучении литературно-культурной жизни Татарстана периода 1920—1930-х годов. В работе «Эстетика и социологизм» (1998), ставшей основой для докторской диссертации, показана природа спорных и противоречивых особенностей литературного процесса, проанализированы взаимоотношения канонов эстетики и требований социологизма, определено бытование таких категорий, как литературное наследие, творческий метод, литературный стиль. Галимуллин констатирует как ограниченность татарской литературы того времени рамками социалистического реализма, так и господство марксистской эстетики в официальном литературоведении, провозглашавшем широкие возможности для творчества, хотя реальные возможности писателей были скованы требованиями идеологии и они в своих произведениях могли лишь пропагандировать существующий строй. Подробно он затрагивает действия литературных критиков, которые высказывали противоречивые и даже опровергающие друг друга суждения, часто выдавали свои собственные взгляды за общественные, таким образом подвергая писателей опасности.
Внеся весомый вклад в татарское литературоведение, Галимуллин не остановился на достигнутом, выпустив в дальнейшем труды «Əле без туганчы» («Пока мы не рождены…», 2001) и «Табигыйлеккə хилафлык» («Искажение действительности», 2004). Подвергнув полному и системному изучению сложную литературную ситуацию того времени, он убедительно показал значительность урона, нанесённого литературно-эстетическим поискам в угоду вульгарному социологизму, аргументированно выявил явления регресса в татарской литературе, в том числе свидетельства уничтожения эстетических канонов и отхода от общечеловеческих ценностей. Галимуллин объективно проанализировал наследие Г. Ибрагимова, Ф. Амирхана, М. Файзи, Х. Такташа, Х. Туфана, А. Кутуя, Ш. Маннура, Г. Мухаметшина, Г. Рахима, Ф. Карима, С. Баттала, Ш. Усманова, создал их творческие портреты, на многочисленных примерах предоставил возможность проследить за метаморфозами литературных концепций, за трагичностью судеб писателей, ставших жертвой проводимой ими же самими политики. Также он ввёл в научный оборот обширные материалы газет и журналов «Безнең юл», «Яналиф», «Атака», «Магариф», которые дают более полное представление о литературном процессе, вкупе с последовательным объяснением стилевых изменений татарской литературы. В целом, предпринятые Галимуллиным исследования литературного процесса 1920—1930-х годов в области развития отдельных видов и жанров, многообразия тем и мотивов, взаимоотношений эстетики и социологизма, состояния критики, являются серьёзной основой для новых научно-теоретических изысканий. Галимуллин отразил многое из того, что десятками лет игнорировалось официозным литературоведением, ряду произведений он впервые дал справедливую оценку, поставив в центр своей работы судьбу человека, литературы, страны.
Широкое признание получили и труды Галимуллина, посвящённые изучению современной татарской литературы, как, например, сборники «Речки текут в Волгу» (1985), «Взгляд в будущее» (1995), «Время поиска» (2005), в которых собрано большинство критических статей учёного. Литературной критикой Галимуллин заинтересовался ещё в студенческие годы, первые его работы вызвали значительный интерес научного сообщества, в частности, Т. Галиуллин назвал их «определяющими вехами в современной литературной критике». Галимуллин с научной точки зрения подходит к литературной критике, в которой выступает как настоящий профессионал при изучении творчества того или иного писателя. Критические статьи Галимуллина отличаются как эмоциональностью, так и аргументированностью, философским подходом, подлинным художественным новаторством в выявлении специфики литературного процесса своего времени. Большое внимание в своих работах Галимуллин уделяет классикам татарской литературы, среди которых — Г. Тукай, М. Гафури, Г. Ибрагимов, Х. Такташ, Х. Туфан. Одним из первых он приметил творческое своеобразие таких писателей, как А. Баян, М. Насыбуллин, М. Хабибуллин, М. Маликова, стал автором творческих портретов Г. Ахунова, М. Магдеева, А. Гилязова, И. Салахова, Р. Мухаммадиева, Р. Сибата, Ф. Садриева. Особо отмечается работа Галимуллина в области исследования творчества Г. Исхаки, Ф. Карима и А. Еники. Галимуллин не избегает трудных вопросов татарской литературы, стремится выразить своё мнение, по-новому оценить некоторые аспекты литературного творчества. Он стремится к аналитическому осмыслению исследуемого вопроса, рассматривает каждое явление сквозь призму традиций, но при этом учитывает самоотнесение писателя к конкретному литературному течению или направлению. В целом, литературно-критические труды Галимуллина представляются одним из достижений татарского литературоведения. В дальнейшем он ещё больше сосредоточился на изучении татарской литературы в широком контексте, в её связи с тюркской литературой, с культурным наследием народов Поволжья и Приуралья.
Важным направлением деятельности Галимуллина является научно-методическая работа, которой он занимается с 1970-х годов. Начиная с 1980-х годов Галимуллин активно участвует в подготовке школьных программ и специальных курсов, в создании учебников, хрестоматий, учебных пособий по татарской литературе для средних и высших учебных заведений. Будучи начитанным человеком и обладая хорошей памятью, он подробно помнит сюжет и содержание множества литературных произведений, умея чётко разъяснить студенту возникшие трудные вопросы. В учебниках и хрестоматиях Галимуллин ориентируется на работу над идейно-тематическим содержанием произведений, пытаясь направить учащегося в сторону выработки самостоятельности и креативного мышления, воспитать любовь и уважение к татарской культуре. Особое место в его научно-педагогической работе занимает фигура и литературно-эстетическое наследие Г. Тукая, с которым он знакомит молодое поколение. В педагогике Галимуллин демонстрирует глубокое знание предмета, внимание к возрастным особенностям учащихся, следует методике изучения татарской литературы в качестве искусства слова, её взаимосвязи с другими видами искусства, с отражением общечеловеческих ценностей. Он также использует свой опыт работы диктором, привнеся в преподавание художественный элемент, так, Галимуллин обучает студентов умению доходчиво и связно читать литературные произведения, чтобы те наиболее выразительно доходили до слушателя. Большое значение он придаёт именно выразительности чтения, для чего подготовил ряд учебных программ и практикумов, уделяя внимание глубокому пониманию текста и подтекста, коммуникативной компетенции, умению слушать чтение других.

## Награды
Звания
- Почётное звание «Заслуженный работник культуры Российской Федерации» (2006 год) — за заслуги в области культуры и многолетнюю плодотворную работу[79].
- Почётное звание «Заслуженный деятель науки Республики Татарстан[тат.]» (1995 год)[80].
- Звание «Заслуженный профессор Казанского университета» (2016 год)[81].
- Звание «Ветеран труда» (1998 год)[82].

Медали

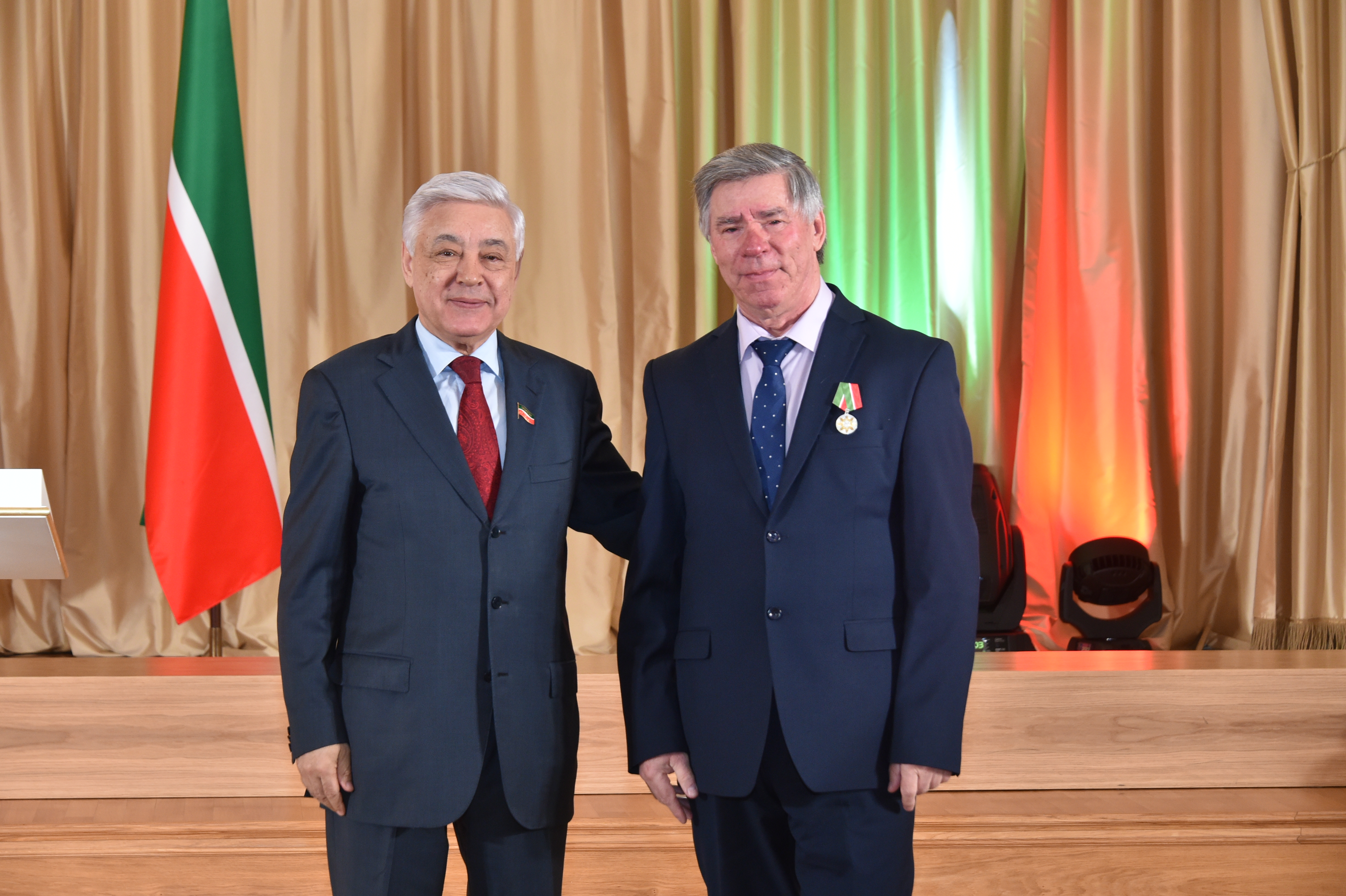
На вручении медали, 2018 год

- Медаль «В память 1000-летия Казани» (2005 год)[83].
- Медаль ордена «За заслуги перед Республикой Татарстан» (2016 год) — за особый вклад в развитие литературы и искусства, многолетнюю творческую деятельность[84]. Вручена председателем Государственного Совета Республики Татарстан Ф. Х. Мухаметшиным в 2017 году на церемонии в Казанском кремле[85].
- Медаль «За доблестный труд» (2011 год) — за многолетний плодотворный труд, значительный вклад в подготовку высококвалифицированных специалистов, активную научно-педагогическую и общественную деятельность[86].

Поощрения
- Почётная грамота Республики Татарстан (2001 год)[27].
- Благодарственное письмо Председателя Государственного Совета Республики Татарстан (2021 год)[87].
- Нагрудный знак «За заслуги в образовании» (2003 год, министерство образования Республики Татарстан)[60].
- Нагрудный знак «За достижения в культуре» (2011 год, министерство культуры Республики Татарстан)[83].
- Нагрудный знак «Почётный наставник» (2021 год, министерство образования и науки Республики Татарстан)[88].
- Почётная грамота ЦК ВЛКСМ (1965 год)[13].

Премии
- Премия имени Дж. Валиди (2005 год, Союз писателей Республики Татарстан) — за книгу «Табигыйлеккә хилафлык» («Искажение действительности») и за заслуги в области критики[53].
- Премия имени М. Гафури (2010 год)[83].
- Премия имени Ф. Карима (2019 год)[89].

## Личная жизнь
Жена — Файруза, в браке состоят более 50 лет. Двое детей — дочь Альфия (доктор педагогических наук) и сын Фарит (кандидат исторических наук), есть внуки. Владеет немецким и арабским языками.